# James Forde
James Joseph Forde es un actor británico, más conocido por haber interpretado a Liam Butcher en la serie EastEnders. 

## Carrera
El 1 de abril de 2008 se unió al elenco principal de la exitosa serie británica EastEnders, donde interpretó a Liam Butcher hasta el 17 de agosto de 2015.
Anteriormente Liam fue interpretado por los actores Sonny Bottomley de 1998 a 1999, por Jack y Tom Godolphin entre 1999 y 2000, por Gavin y Mitchell Vaughan en 2002 y finalmente por Nathaniel Gleed de 2002 a 2004.

## Filmografía

### Series de televisión
| Año         | Título     | Personaje    | Notas         |
| ----------- | ---------- | ------------ | ------------- |
| 2008 - 2015 | EastEnders | Liam Butcher | 386 episodios |